# Ernest Leroux
Ernest Leroux (* 13. Februar 1845 in Saint-Quentin; † 20. Mai 1917 in Paris) war ein französischer Buchhändler und Verleger.

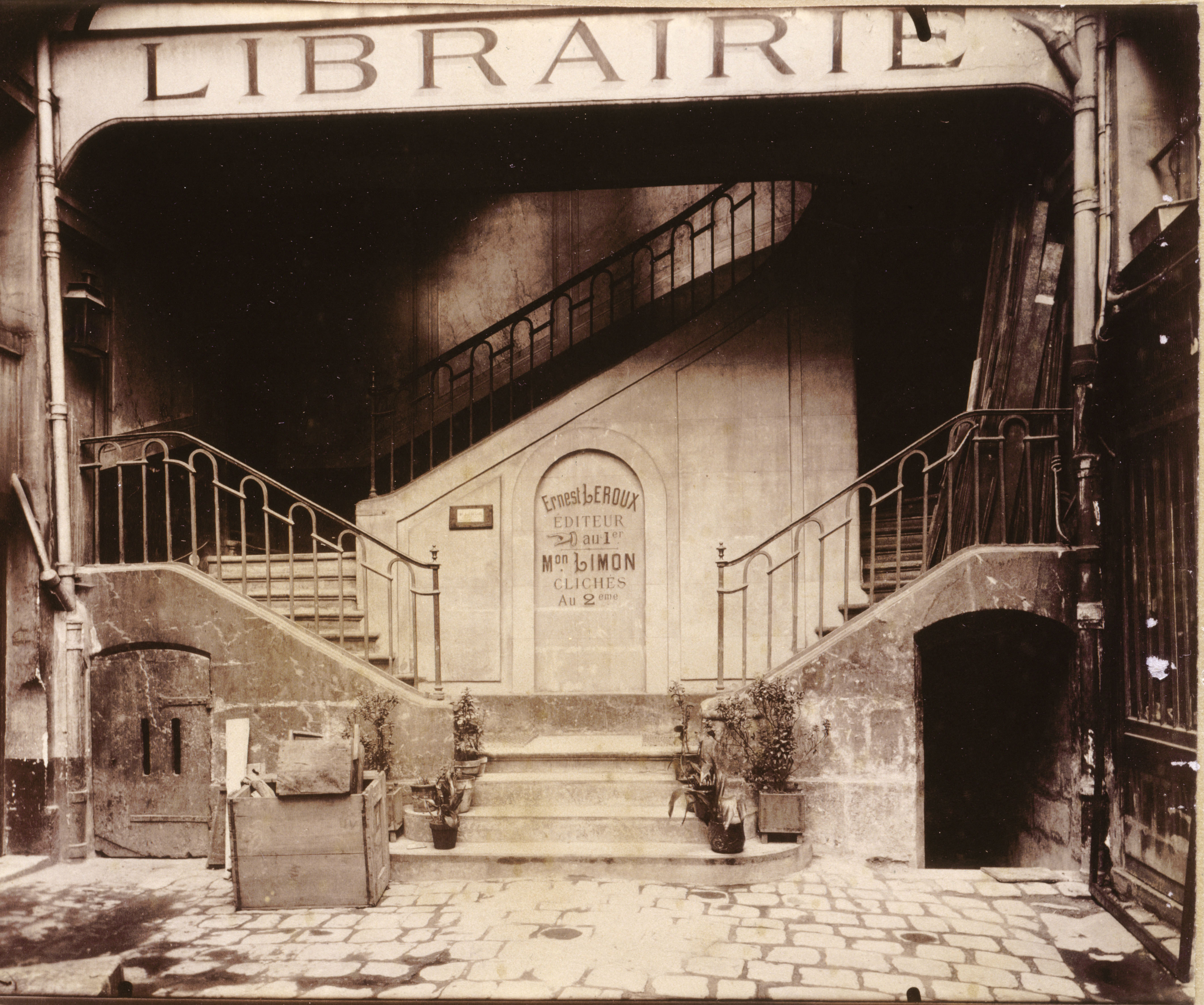
Buchladen

## Leben
Leroux gründete 1891 in der Pariser Rue Bonaparte den Buchladen Ernest Leroux, in dem er alte Bücher aus dem Fernen Osten und japanische Drucke verkaufte. Er veröffentlichte Werke des Orientalismus und der Archäologie und erweiterte dann seinen Katalog um die Themen Philosophie, Religionsgeschichte, Ethnologie und Anthropologie. Im Jahr 1876 übernahm er die Revue critique d’histoire et de littérature, die zehn Jahre zuvor von Paul Meyer und Gaston Paris gegründet worden war. Um 1900 wurde er zum wichtigsten Herausgeber von wissenschaftlichen Zeitschriften: sein Katalog umfasste mehr als fünfundzwanzig davon, darunter die Revue d’Ethnographie, das Journal Asiatique, die Revue d’Histoire des Religions, die Revue de Philologie et d’Ethnographie, die Revue d’Anthropologie und das Journal de la Société des américaniste. Zu seinen Autoren zählten Abel Hovelacque, Georges Révoil, Louis Rousselet, Clémence Royer und Ernest Hamy. Nach seinem Tod ging sein Fonds in den 1920er Jahren in den Besitz der Presses Universitaires de France über.